# Compton Dundon
Compton Dundon est une paroisse civile et un village du Somerset, en Angleterre.